# Cá ngựa Nhật Bản
Cá ngựa Nhật Bản (tiếng Nhật, kitano-umi-uma và sangotatsu) (Hippocampus mohnikei) là một loài cá thuộc họ Syngnathidae.